# صراع بيغل

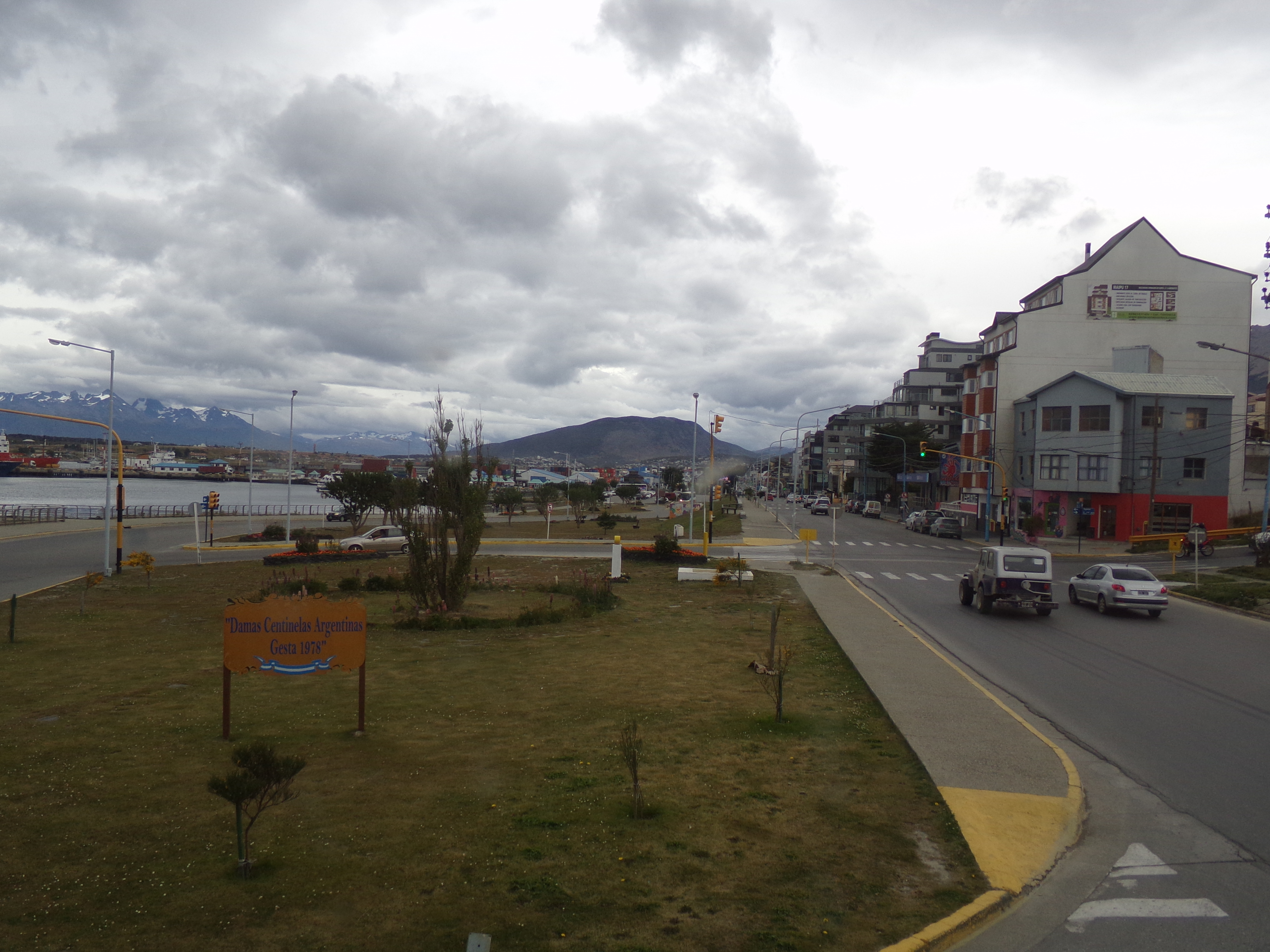
بلازا داماس سينتينيلز أرجنتيناس جيستا 1978، أوشوايا

كان صراع بيغل نزاعًا حدوديًا بين تشيلي والأرجنتين حول السيطرة على جزر بيكتون ولينوكس ونويفا وحول نطاق السلطة البحرية للمناطق المرتبطة بهذه الجزر. كاد صراع بيغل، في عام 1978، أن يتسبب باشتعال حرب عسكرية بين تشيلي والأرجنتين.
لجزر بيكتون ولينوكس ونويفا موقع استراتيجي قبالة أرخبيل أرض النار وفي الطرف الشرقي لقناة بيغل. تعد كل من قناة بيغل ومضيق ماجلان وممر دريك الممرات المائية الثلاث الوحيدة بين المحيط الهادئ والمحيط الأطلسي في نصف الكرة الجنوبي.
بعد رفض الأرجنتين الالتزام بالقرار الدولي الذي يجبرها على منح الجزر لتشيلي، دفعت العصبة الحاكمة في الأرجنتين شعبها للدخول بحرب مع تشيلي في عام 1978 من أجل رسم الحدود بين البلدين بما يتوافق مع المطالبات الأرجنتينية.
يعد صراع بيغل السبب الرئيس لدعم تشيلي للملكة المتحدة في حرب الفوكلاند عام 1982.
بدأ الصراع في عام 1904، عندما طالبت الأرجنتين بشكل رسمي لأول مرة بالجزر التي لطالما كانت تحت السيطرة التشيلية. مر صراع بيغل بعدة مراحل: طالبت الأرجنتين في عام 1881 بالجزر التشيلية، وأصبحت الجزر جزرًا متنازعًا عليها بدءًا من عام 1904، دخل البلدان بعدها في مفاوضات مباشرة، وخضعا للقوانين الملزمة للمحكمة الدولية، ثم دخلا في مفاوضات مباشرة مرة ثانية، واقتربا بعدها من الحرب، إلى أن توصلا أخيرًا إلى التسوية.  
حل النزاع أخيرًا بوساطة بابوية، واعترفت الأرجنتين في عام 1984 بجزر بيكتون ولينوكس ونويفا أراضٍ تشيلية. حلت معاهدة عام 1984 أيضًا العديد من القضايا الجانبية الشائكة ذات الأهمية الكبيرة، بما في ذلك حقوق الملاحة بين البلدين، والسيادة على الجزر الأخرى المتوضعة في أرخبيل فويجيات، ووضع حدود لمضيق ماجلان ورسم الحدود البحرية بين البلدين في المنطقة جنوب كايب هورن وما بعدها.

## خلفية
بعد استكشافها لأول مرة من قبل الأوروبيين، ظلت منطقة باتاغونيا، أو أرخبيل أرض النار، خالية من المستوطنات الاستعمارية لفترة طويلة لصعوبة العيش فيها. هناك عدة أسباب جعلت من العيش في منطقة باتاغونيا أمرًا صعبًا على البشر، من بينها الظروف المناخية القاسية التي تسيطر عليها والنباتات الضارة المنتشرة فيها. لم تبذل أي محاولات أخرى لاستعمار المنطقة بعد كارثة بويرتو دل هامبر عام 1584، وخلال وصاية فيليب الثاني ملك إسبانيا.
في عام 1843، أرسلت الحكومة التشيلية رحلة استكشافية مع بعثة تحمل مسؤولية إنشاء مستوطنة دائمة على شاطئ مضيق ماجلان. بدأ العمل على تأسيس مستوطنة فويرتي بولنيس في 21 ديسمبر 1843. بعد بضع سنوات، وتحديدًا في عام 1848، انتقلت المستوطنة إلى بونتا أريناس.  
أسس توماس بريدجز، المولود في إنجلترا، مستوطنة في مدينة أوشوايا في عام 1869.
في عام 1881، حاولت حكومات كل من تشيلي والأرجنتين العمل على حل نزاعاتهما الإقليمية بشكل نهائي من خلال توقيع اتفاقية شاملة، تعرف باسم معاهدة الحدود لعام 1881. نصت معاهدة الحدود لعام 1881 على أن تكون الحدود بين البلدين بالشكل التالي:
- (المادة الأولى، من الشمال وحتى خط العرض 52 درجة جنوبًا) أعلى القمم وحد التصريف،
- (المادة الثانية، من خط العرض 52 درجة جنوبًا وحتى مضيق ماجلان) دائرة العرض 52 درجة بشكل رئيسي، و
- (المادة الثالثة، جنوب مضيق ماجلان) بشكل رئيسي خطي الطول 68 درجة و34 درجة غربًا، وقناة بيغل.

حتى عام 1887، لم يكن هناك أي اعتراض على ملكية تشيلي لجزر بيكتون ولينوكس ونويفا: 
لا شك بأن جميع الخرائط الأرجنتينية التي وضعت في الفترة التي أعقبت توقيع المعاهدة، أي من عام 1881 وحتى عام 1887/1888 على الأقل، أظهرت جزر بيكتون ونويفا ولينوكس على أنها تابعة لتشيلي. 
في عام 1904، طلبت الحكومة الأرجنتينية من تشيلي تحديد أعمق مسرب لقناة بيغل بشكل مشترك بغية ترسيم الحدود بشكل نهائي. لم تولي تشيلي أي أهمية للمطالبات الأرجنتينية، مستندة بذلك على الرسم الدولي لخرائط المنطقة ورسومات مستكشف المنطقة وفحوى معاهدة عام 1881.

أرسل رئيس لجنة الاستكشاف الأرجنتينية للمناطق الجنوبية، فرانسيسكو مورينو، برسالة إلى السفير البريطاني في بوينس أيرس، أكد فيها أن المزاعم الأرجنتينية لا أساس لها من الصحة:
(لا أستطيع أن أفهم السبب وراء ادعاء الحكومة الأرجنتينية سيادتها على جزر بيكتون ونويفا ولينوكس استنادًا إلى معاهدة عام 1881، التي بطلت، وبروتوكول عام 1893، الذي لا علاقة له بترسيم حدود قناة بيغل. أصر على أن الصياغة الواردة في معاهدة عام 1881، [»] باستنثاء جزيرة لوس إستادوس [»] ستدمر أي شكوى لم يخطط لها على النحو المطلوب.. أكرر بأن الاستثناء الذي تنص عليه معاهدة عام 1881 لجزيرة لوس إستادوس، التي وصفت بأنها تابعة للأرجنتين، لا يترك أي مجال للشك بتبعية الأراضي الواقعة جنوب أرض النار وجنوب قناة بيغل لتشيلي).
استمر الصراع المستعصي بالنضوج على نار هادئة. خلال حادثة سنايب، دمرت القوات الأرجنتينية منارة تشيلية، وضعت في الخدمة في 1 مايو 1958، في جزيرة سنايب القريبة من مدخل قناة بيغل، ونشرت قوات المشاة البحرية على الجزيرة، الأمر الذي كان بمثابة تحول خطير في مسار الصراع الحدودي بين البلدين. اتفق البلدان في وقت لاحق على سحب القوات العسكرية من الجزيرة وتفكيك المنارات.

## مصالح الأطراف
على مر السنين، تزايدت أهمية منطقة القطب الجنوبي وتزايد الاهتمام بقضايا طرق الملاحة بين المحيط الهادئ والمحيط الأطلسي وبحقوق الصيد وازدادت التحليلات المرتبطة بوجود حقول نفط في تلك المنطقة، ما تسبب بزيادة تمسك كلا البلدين بمواقفهما، وباتساع الصراع ليشمل قضايا أخرى تتعلق بالمنطقة.
كان هناك جدل حول القسم الشرقي من مضيق ماجلان. اتفق البلدان على الخط الحدودي، دون أن يصلا إلى تفاهم حول مصير نهاية منطقة المضيق. رأي التشيليون أن منطقة المضائق تنتهي عند الخط الحدودي ووتتجه شرقًا نحو المحيط الأطلسي، ويكون بذلك لتشيلي «شاطئ» على المحيط الأطلسي، وتتمتع وحدها بالسيطرة على المضائق. بالمقابل، رأى الأرجنتينيون بأن المضيق يصل شرقًا، وأن الطرف الشرقي لمضيق ماجلان تابع للأراض الأرجنتينية. وفقًا للرأي الأرجنتيني، تمتلك الأرجنتين الحق في تنظيم حركة الملاحة عبر المضائق، ولا تمتلك تشيلي أي حدود مع المحيط الأطلسي.